# The Solace System (singolo)
The Solace System è un singolo del gruppo musicale olandese Epica, pubblicato il 23 giugno 2017 come unico estratto dall'EP omonimo.

## Descrizione
Traccia d'apertura dell'EP, The Solace System era originariamente presente nella lista tracce provvisoria del settimo album degli Epica, The Holographic Principle, dal quale è stato tuttavia scartato. Il testo invece, come spiegato dalla cantante Simone Simons, parla di come è possibile trovare la pace interiore attraverso le maniere più diverse.

## Video musicale
Il videoclip, diretto da Davide Cilloni e girato in animazione, è stato pubblicato in concomitanza con il lancio del singolo attraverso il canale YouTube del gruppo.

## Tracce
1. The Solace System – 4:39